# George Mann (vodevil)
George Mann (2 de diciembre de 1905 – 23 de noviembre de 1977) fue un artista de vodevil, humorista y actor de nacionalidad estadounidense, conocido principalmente por ser el más alto de la pareja de cómicos y bailarines acrobáticos formada por él y por Dewey Barto.

## Biografía

### Inicios
Su nombre completo era George Kline Mann, y nació en Hollywood, California. Su padre, Mack Andrew Mann, se mudó a California desde Cassopolis, Míchigan a finales del siglo XIX y trabajó como supervisor de la construcción de puentes ferroviarios. Su madre, Jean Kline Mann, era también de Cassopolis, y conoció a su marido en Los Ángeles, California, ciudad en la que se casaron.
George Mann se crio en Silver Lake (Los Ángeles), mudándose a Santa Mónica con sus padres cuando era adolescente. George fue responsable de fotografía de la sección Athletic de la revista anual de la Escuela Preparatoria Venice (California), The Gondolier. En esa época fue vicepresidente del club dramático de su centro, y tuvo un primer papel en la obra "What Happened to Jones?", actuando junto a Irene Hervey. Además, en la universidad formó parte del equipo de baloncesto y del de natación.
Mann estudió danza en la  La Monica Dance School de Roy Randolph en Santa Mónica. Poco después de cumplir los veinte años, desarrolló un número de baile - Mann & Clark – con su amigo de la high school Lester Clark. Contratados por la agencia de William Meiklejohn, actuaron en Los Ángeles entre tres y cuatro meses, antes de que Mann trabajara en solitario para las empresas de los hermanos Fanchon and Marco. George Mann pronto formó equipo con Dewey Barto (padre de la actriz Nancy Walker), un actor mucho más bajo que él. Dos días después de cumplir los 21 años, Mann y Barto firmaron un contrato de diez años con Fanchon and Marco para actuar como la pareja Barto and Mann.

### Barto and Mann
En 1926 el dúo actuó a lo largo de la costa oeste hasta que la Agencia William Morris les posibilitó trabajar en el Palace Theatre de Nueva York el 14 de marzo de 1927, en el seno de la celebración que el local llevaba a cabo en el centenario del género vodevil. Los cómicos tuvieron un gran éxito. Con ofertas de los principales circuitos de vodevil, ellos eligieron trabajar para el Circuito Orpheum, con el cual viajaron por los Estados Unidos hasta que decidieron actuar para el empresario teatral Earl Carroll desde agosto de 1928 a febrero de 1929. Posteriormente continuaron sus giras por Estados Unidos, pero también Canadá, viajando además a Europa en los veranos de 1931 y 1934.
Mann conoció a Barbara Bradford, una top model de la agencia de John Robert Powers, en marzo de 1936, casándose con ella en junio de 1937. En 1938, el matrimonio actuó en un corto dirigido por él y protagonizado por Los tres chiflados. La pareja tuvo un hijo, Brad, nacido en febrero de 1941. Se divorciaron en junio de 1943. Mann no volvió a casarse.
Cuando el vodevil empezaba a decaer, Barto & Mann se sumaron al reparto del musical protagonizado en Broadway por Ole Olsen y Chic Johnson Hellzapoppin, y en el cual trabajaron desde 1938 a 1942. El dúo se separó en diciembre de 1943, cuando George Mann empezó a trabajar para Douglas Aircraft Company dando entretenimiento a los empleados de la compañía, aunque volvieron a actuar juntos un breve tiempo con la United Service Organizations.

### Fotografía
Tras la Segunda Guerra Mundial, Mann hizo pequeños papeles en varias películas, actuó en el teatro, y en la revista teatral de Jack Carson, pero de manera principal se dedicó a vivir de la fotografía, una actividad que ya había iniciado en su época de artista de vodevil, cuando llegó a tomar doce mil fotografías en blanco y negro, demostrando en muchas de ellas una extraordinaria habilidad técnica y sensibilidad estética. También rodó una cantidad considerable de cintas de 16 mm en blanco y negro y en color.
A finales de los años 1940, Mann inició un período dedicado a la invención, diseñando y obteniendo una patente para un aparato de grabación y reproducción. George Mann y Bill Lear se hicieron amigos tras presentar George a Bill a la que sería su futura mujer, la hija de Ole Olsen, Moya. George después dedicó su inventiva y sus dotes mecánicas a diseñar un aparato que permitiera visualizar las fotografías en 3-D que él tomaba, principalmente en el área del Sur de California. El cedía su aparato a diferentes empresas de Los Ángeles, entre ellas bares, restaurantes y consultas médicas, en los cuales podía verse sus fotos de lugares como Calico (California), Isla Santa Catalina, Descanso Gardens, Disneyland, Knott's Berry Farm, Pacific Ocean Park, las Watts Towers, Palm Springs, el Lago Saltón o Las Vegas.

### King Vitaman
A principios de los años 1970, George Mann fue contratado por Quaker Oats Company para dar vida al King Vitaman en diferentes anuncios comerciales, así como en las imágenes que se podían ver en las cajas de cereales King Vitaman.
George Mann falleció en Santa Mónica, California, en 1977, a causa de un cáncer. Tenía 71 años de edad.

## Filmografía
- Broadway Thru a Keyhole (1933)
- Where Do We Go from Here? (1945)
- Two Sisters from Boston (1946)
- Easy to Wed (1946)
- El despertar (1946)
- Undercover Maisie (1947)
- The Senator Was Indiscreet (1947)
- Neptune's Daughter (1949)
- Too Late for Tears (1949)
- The Fat Black Pussycat (1963)
- Cold Turkey (1971)
- The Steagle (1971)
- Bedknobs and Broomsticks (1971)
- Charge of the Model T's (1977)